# Jean Vilbrun Guillaume Sam

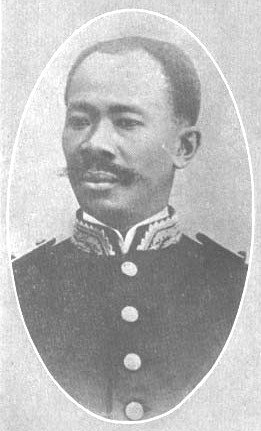
Jean Vilbrun Guillaume Sam, ca. 1915

Jean Vilbrun Guillaume Sam (* 4. März 1859 in Ouanaminthe, Haiti; † 28. Juli 1915 in Port-au-Prince, Haiti, ermordet) war ein haitianischer General und 1915 für kurze Zeit Präsident von Haiti.

## Leben
Guillaume Sam, dessen Vater Tirésias Simon-Sam von 1896 bis 1902 ebenfalls Präsident Haitis war, war ein General der haitianischen Armee. Er putschte sich am 4. März 1915 gegen den Präsidenten Joseph Davilmar Théodore an die Macht und ließ sich zum „chef du pouvoir éxecutif“ ausrufen. Er regierte diktatorisch und ließ gut 200 Personen aus den führenden Familien von Port-au-Prince und aus der mulattischen Elite Haitis als Geiseln in Haft nehmen, in der Absicht, auf diese Weise einer Verschwörung gegen ihn zuvorzukommen. Unterdessen erhoben sich Kleinbauern, die sogenannten Caco-Rebellen, im Norden. Am 27. Juli 1915 besetzten die Aufständischen die haitianische Hauptstadt. Kurz vor der Erstürmung des Präsidentenpalastes durch die Aufständischen konnte Jean Vilbrun Guillaume Sam verletzt in die benachbarte französische Botschaft fliehen. Auf seinen Befehl hin wurden in einem Gefängnis von Port-au-Prince 167 seiner Geiseln ermordet. Eine von überlebenden Häftlingen angestachelte Menschenmenge stürmte am Vormittag des 28. Juli 1915 die französische Botschaft und zerrte Sam aus dem Gebäude. Auf der Straße wurde Sam mit Macheten erschlagen, enthauptet und sein Leichnam zerhackt. Nach einem Bericht des französischen Gesandten wurde der Witwe Sams am 29. Juli 1915 der Kopf ihres Mannes zum Kauf angeboten.
Am späten Nachmittag des 28. Juli 1915 begann mit der Landung US-amerikanischer Truppen in Port-au-Prince die 19 Jahre dauernde Besetzung Haitis. Als Nachfolger von Jean Vilbrun Guillaume Sam setzten die USA am 12. August 1915 Philippe Sudré Dartiguenave als Präsidenten ein.